# دتلینا (استان بورگاس)
دتلینا (به بلغاری: Detelina) یک منطقهٔ مسکونی در بلغارستان است که در استان بورگاس واقع شده‌است.